# Courtoisina
Courtoisina es un género de plantas herbáceas con dos especies de la familia de las ciperáceas.

## Taxonomía
El género fue descrito por Jiří Soják y publicado en Časopis Národního Musea, Oddíl Prírodovĕdný 148: 193. 1979[1980]. La especie tipo es: Courtoisina cyperoides (Roxb.) Soják. .

## Especies aceptadas
A continuación se brinda un listado de las especies del género Courtoisina aceptadas hasta febrero de 2014, ordenadas alfabéticamente. Para cada una se indica el nombre binomial seguido del autor, abreviado según las convenciones y usos.
- Courtoisina assimilis (Steud.) Maquet
- Courtoisina cyperoides (Roxb.) Soják